# 渡辺暢雄
渡辺 暢雄（わたなべ のぶお、1930年9月26日 - 2012年11月16日）は、日本バプテスト連盟の牧師。名誉神学博士、牧会神学博士。仏教とキリスト教の比較研究で有名。

## 経歴
茨城県土浦市に生まれる。1950年召命を受ける。仏教の研究の必要を感じて、駒澤大学に入り、仏教学を専攻し、増永霊鳳に師事する。1954年に西南学院大学神学科に入学する。1957年神学科卒業後、福岡市平尾バプテスト教会牧師になる。西南学院大学で非常勤講師として、ギリシア語文法と神学概論を教える。
1963年、米国でノースカロライナ州サウス・イースタン・バプテスト神学校に留学する。1978年カリフォルニア州サクラメント・バプテスト大学より名誉神学博士号を受ける。1985年フロリダ州ルサー・ライス神学大学より、牧会神学博士号を受ける。
1964年、水戸バプテスト教会、札幌市平岸教会牧師を経て、日本伝道協力会説教者になる。
2002年3月より渋谷バプテスト教会の客員牧師に就任。青梅あけぼの教会協力牧師、ルーサー・ライス神学大学客員教授、東京バプテスト神学校講師、日本伝道協力会福主幹などを勤める。
2012年11月16日、東京・世田谷区の自宅で肝不全のため、82歳で死去。

## 著書
- 「キリスト教と日本宗教」
- 「どこが違う－キリスト教と仏教」
- 「祈りはきかれる」
- 「キリスト教と日本の宗教」
- 「ジ・アンサー」
- 「イスラエル見たまま、聞いたまま」